# 2. Floorball-Bundesliga 2016/17
Dieser Artikel behandelt die Saison 2016/17 der 2. Floorball-Bundesliga.

## Teilnehmende Mannschaften

### Teilnehmer Staffel Süd-Ost
- SC DHfK Leipzig (Absteiger)
- USV Halle Saalebiber (Absteiger)
- USV TU Dresden
- Unihockey Igels Dresden
- UHC Döbeln 06
- Floorball Tigers Magdeburg
- BAT Berlin II (Aufsteiger)

### Teilnehmer Staffel Nord-West
- Blau-Weiß 96 Schenefeld
- DJK Holzbüttgen
- SSF Dragons Bonn
- Dümptener Füchse
- TSV Neuwittenbek
- Hannover 96
- Frankfurt Falcons (Aufsteiger)
- Gettorf Seahawks (Aufsteiger)

## Tabellen

### Staffel Süd-Ost
| Pl. | Verein                       | Sp. | 0S0 | 0U0 | 0N0 | SDS | SDN | Tore   | Diff. | Pkt. |
| --- | ---------------------------- | --- | --- | --- | --- | --- | --- | ------ | ----- | ---- |
| 1.  | SC DHfK Leipzig (A)          | 12  | 11  | 0   | 1   | 0   | 0   | 111:54 | +57   | 33   |
| 2.  | USV Halle Saalebiber (A)     | 12  | 9   | 0   | 2   | 0   | 1   | 77:42  | +35   | 28   |
| 3.  | UHC Döbeln 06 1              | 12  | 7   | 0   | 3   | 0   | 2   | 78:38  | +40   | 23   |
| 4.  | Unihockey Igels Dresden      | 12  | 5   | 0   | 5   | 2   | 0   | 81:73  | +8    | 19   |
| 5.  | USV TU Dresden               | 12  | 5   | 0   | 7   | 0   | 0   | 71:60  | +11   | 15   |
| 6.  | Floorball Tigers Magdeburg 2 | 12  | 1   | 0   | 9   | 1   | 1   | 41:101 | –60   | 6    |
| 7.  | BAT Berlin II (N)            | 12  | 0   | 0   | 11  | 1   | 0   | 40:112 | –72   | 2    |

| Legende                     |
| --------------------------- |
| Teilnahme an den Play-offs  |
| Abstieg in die Regionalliga |
| (A) Absteiger               |
| (N) Aufsteiger              |

### Staffel Nord-West
| Pl. | Verein                  | Sp. | 0S0 | 0U0 | 0N0 | SDS | SDN | Tore   | Diff. | Pkt. |
| --- | ----------------------- | --- | --- | --- | --- | --- | --- | ------ | ----- | ---- |
| 1.  | Blau-Weiß 96 Schenefeld | 14  | 12  | 0   | 1   | 1   | 0   | 120:45 | +75   | 38   |
| 2.  | SSF Dragons Bonn        | 14  | 11  | 0   | 3   | 0   | 0   | 125:70 | +55   | 33   |
| 3.  | Dümptener Füchse        | 14  | 8   | 0   | 3   | 1   | 2   | 94:67  | +27   | 28   |
| 4.  | DJK Holzbüttgen         | 14  | 9   | 0   | 5   | 0   | 0   | 105:67 | +38   | 27   |
| 5.  | TSV Neuwittenbek        | 14  | 5   | 1   | 7   | 1   | 0   | 75:86  | –11   | 18   |
| 6.  | Hannover 96             | 14  | 5   | 1   | 7   | 0   | 1   | 77:111 | –34   | 17   |
| 7.  | Gettorf Seahawks (N)    | 14  | 2   | 0   | 12  | 0   | 0   | 74:136 | –62   | 6    |
| 8.  | Frankfurt Falcons (N)   | 14  | 0   | 0   | 14  | 0   | 0   | 59:147 | –88   | 0    |

| Legende                             |
| ----------------------------------- |
| Teilnahme an den Play-offs          |
| Teilnahme an der Abstiegsrelegation |
| Abstieg in die Regionalliga         |
| (A) Absteiger                       |
| (N) Aufsteiger                      |

## Play-offs

### Halbfinale
|                      | Gesamt |                         | Spiel 1 | Spiel 2 | (Spiel 3) |
| -------------------- | ------ | ----------------------- | ------- | ------- | --------- |
| USV Halle Saalebiber | 0:2    | Blau-Weiß 96 Schenefeld | 3:6     | 0:5     |           |
| SSF Dragons Bonn     | 0:2    | SC DHfK Leipzig         | 6:10    | 2:6     |           |

### Finale
|                 | Gesamt |                         | Spiel 1 | Spiel 2 | (Spiel 3) |
| --------------- | ------ | ----------------------- | ------- | ------- | --------- |
| SC DHfK Leipzig | 0:2    | Blau-Weiß 96 Schenefeld | 0:8     | 5:10    |           |

Somit ist Blau-Weiß 96 Schenefeld in die 1. Bundesliga aufgestiegen.

## Abstiegsrelegation
|                         | Gesamt |                 | Spiel 1 | Spiel 2 | (Spiel 3) |
| ----------------------- | ------ | --------------- | ------- | ------- | --------- |
| Floor Fighters Chemnitz | 2:0    | SC DHfK Leipzig | 12:4    | 9:4     |           |

Somit bleiben die Floor Fighters Chemnitz in der 1. Bundesliga.

## Aufstiegsrelegation

### Süd/Ost
Aus der Region Süd hatten der FC Stern München, die SG Ingolstadt/Nordheim und die Sportvg Feuerbach Interesse an einem Aufstieg verkündet. Erstere beiden qualifizierten sich durch die Süddeutsche Meisterschaft.

Aus der Region Ost meldete sich nur der FC Rennsteig Avalanche.
| Platz | Verein                 | Sp | S | U | N | SDS | SDN | +  | -  | Pkt |
| ----- | ---------------------- | -- | - | - | - | --- | --- | -- | -- | --- |
| 1.    | SG Ingolstadt/Nordheim | 2  | 1 | 0 | 0 | 0   | 1   | 16 | 16 | 4   |
| 2.    | FC Rennsteig Avalanche | 2  | 1 | 0 | 1 | 0   | 0   | 21 | 17 | 3   |
| 3.    | FC Stern München       | 2  | 0 | 0 | 1 | 1   | 0   | 12 | 16 | 2   |

| SG Ingolstadt/Nordheim | 5 | – | 6 | n. V. | FC Stern München | 22. April 2017 | 10:00 Uhr |

| FC Rennsteig Avalanche | 10 | – | 11 | SG Ingolstadt/Nordheim | 14. Mai 2017 | 15:00 Uhr |

| FC Stern München | 6 | – | 11 | FC Rennsteig Avalanche | 20. Mai 2017 | 16:00 Uhr |

### Nord/West
Geplant war, dass der Regionalligameister Nord/West direkt aufsteigt.
Der Vizemeister sollte gegen den siebten der 2. Bundesliga Nord/West in einer Relegation spielen.

Allerdings zogen die Marburger Elche ihr Team kurzfristig zurück, wodurch die Gettorf Seahawks in der 2. Liga verbleiben. Eine Relegationsserie zwischen den BSV Roxel und den Frankfurt Falcons stand im Raum, wurde aber nicht vollzogen.

#### Regionalligameisterschaft Nord/West
|                 | Gesamt   |           | Spiel 1  | Spiel 2  | (Spiel 3) |
| --------------- | -------- | --------- | -------- | -------- | --------- |
| Marburger Elche | entfällt | BSV Roxel | entfällt | entfällt | entfällt  |

#### Relegation
|                                        | Gesamt   |                  | Spiel 1  | Spiel 2  | (Spiel 3) |
| -------------------------------------- | -------- | ---------------- | -------- | -------- | --------- |
| Vizemeister der Regionalliga Nord/West | entfällt | Gettorf Seahawks | entfällt | entfällt | entfällt  |